# Nissan Roox
Le Roox est une automobile destinée au marché japonais, fabriquée depuis 2009 par Suzuki pour Nissan.
Présenté au salon de l'automobile de Tokyo en octobre 2009, le Roox est sorti dès le mois de novembre suivant. Comme les autres keijidosha vendus par Nissan, il s'agit d'un modèle réalisé par un autre constructeur japonais, Suzuki en l'occurrence. Le Roox est en effet un Palette simplement rebadgé. La proposition moteur et transmissions est similaire mais chacun des deux constructeurs dispose de ses propres niveaux d'équipements. le Roox débute à 1 244 250 yens (tarifs à octobre 2011) contre 1 207 500 pour le Suzuki Palette.